# Orazio Grevenbroeck

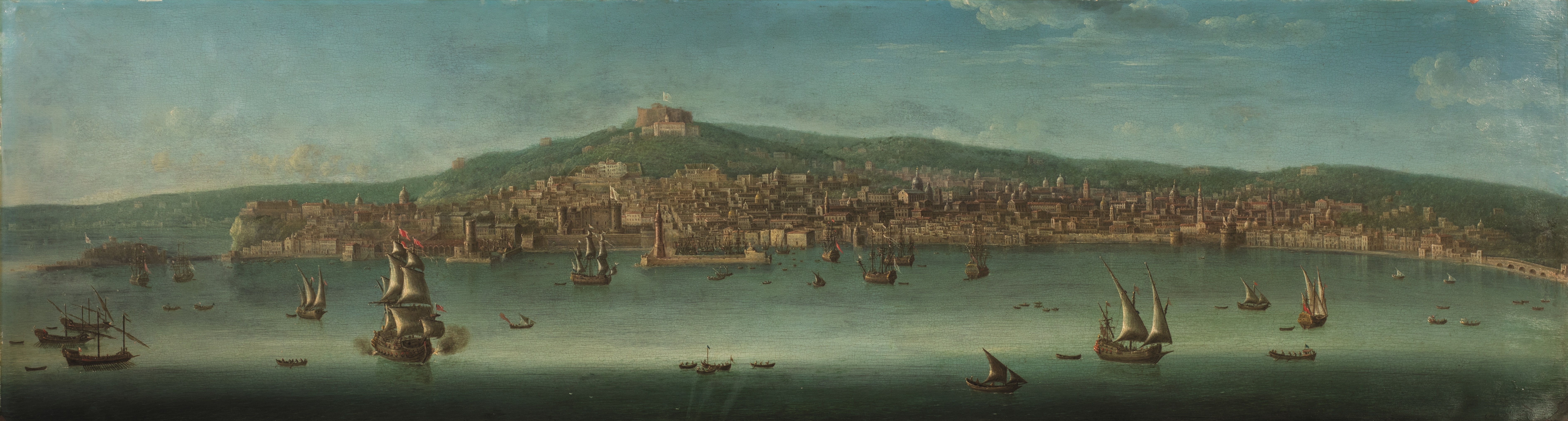
Veduta del Golfo di Napoli.

Orazio Grevenbroeck (Milano, 1676 – Napoli, 1739) è stato un pittore italiano di origini olandesi.

## Biografia
Orazio nasce nel 1676 a Milano, città nella quale il padre Giovanni Grevenbroeck detto il Solfarolo era attivo come pittore dal 1672. Tali coordinate biografiche si desumono dalle Vite de’ pittori di Francesco Maria Niccolò Gabburri (1676-1742), nelle quali il letterato riferisce:
Grevembouch, nato in Milano di padre olandese. Vedi Orazio (volume I, c 047r).
Orazio Grevembouc, pittore di marine e vedute. Questo degno professore è nato in Milano di padre olandese per nome Giovanni, ancor esso Pittore. Viveva e operava in Napoli nel 1733, in età di anni 57; è suo scolare un certo Tommaso Campolvino spagnolo, il quale promette un'ottima riuscita (volume IV, c 136r).
In merito al suo avviamento alla professione artistica, lo Zani (1822) individua il suo ambito di operatività a Milano, fornendo una preziosa indicazione tale da comprovarne l’abbrivo come paesaggista e vedutista entro il contesto natio.
Riguardo al suo trasferimento a Napoli, è lecito supporlo avvenuto in età giovanile.
Una significativa testimonianza sulla sua biografia artistica è riportata nei Mémoiresdi Charles de Brosses (Digione, 1709 - Parigi, 1777), connoisseur intrattenutosi a Napoli dal 30 maggio 1739 al 3 marzo 1740. Costui ci offre altresì l’unico ragguaglio ad oggi noto sulla fase finale della vita del pittore:
Prima di lasciare Posillipo non ho mancato di recarmi dal pittore Orazio che ha fatto quegli interessanti quadri dell’incendio del Vesuvio, della Solfatara ed altri che avete visto in casa di Montigny, per acquistarne dei simili. Il buon uomo se n’è andato all’altro mondo lo scorso maggio. Tutte le sue opere sono vendute, e rimane solo un mediocre seguace, suo debole. Il maggio del 1739, quindi, segna sia il termine della sua esistenza, sia la fine di quell’attività piegata a un commercio spicciolo probabilmente gestito dallo stesso pittore, che, come si afferma nel testo del De Brosses, avrebbe immediatamente aperto la strada al passaggio di consegne ad un allievo della sua bottega.

## Contesto artistico, temi e stile
Il segmento artistico delle marine costituisce la parte più consistente della produzione di Orazio; quest’ultima è caratterizzata da esemplari nei quali introduce scorci costieri con porti, per lo più di fantasia.
In Orazio, la tecnica pittorica viene concepita quale strumento per una narrazione accurata; quest’ultima viene caratterizzandosi attraverso l’impiego di una grafia attenta al dettaglio e da una stesura condotta in punta di pennello, a cui si accompagna una tavolozza giocata da accensioni e bagliori dorati nello stile del padre Giovanni. Gli esemplari di Orazio, in massima parte dipinti su piccoli supporti in rame, si caratterizzano tuttavia per una struttura compositiva meno complessa rispetto agli omologhi del Solfarolo: fortificazioni, bastioni e porti – leitmotiv della dinastia Grevenbroeck –assumono un’immagine ridimensionata ed un ruolo meno strategico nell’economia della rappresentazione, nella quale appare preponderante la visione descrittiva d’insieme.
Tale direzione espressiva caratterizza anche il nucleo di vedute, spesso firmate, del golfo di Napoli. Questo genere pittorico, tradizionalmente connesso al repertorio topografico, pur vantando una lunga tradizione collegata a soggetti di carattere storico, vede incrementare la propria consistenza solo a partire dai primi anni del XVIII secolo. Dal punto di vista formale il canovaccio rimane del tutto preconfezionato, poiché vincolato ai codici rappresentativi contenuti nelle stampe di derivazione.
In tale ottica l’operazione attuata da Orazio, come dagli altri vedutisti attivi a Napoli, non fu per nulla concettuale, ma riguardava il medium espressivo, ovvero il modo in cui tradurre il linguaggio grafico su esemplari da cavalletto.
Tra la pluralità di pittori vedutisti attivi nella capitale borbonica entro il primo trentennio del Settecento, un determinato nucleo di interpreti, tra cui Orazio, adotta una modalità espressiva uniformata ai medesimi cliché formali, caratterizzati da una resa minuta e calligrafica dei consueti assunti paesistici, che vedono protagonisti il Golfo di Napoli ripreso nelle sue tre principali varianti, ovvero da levante, centralmente e da ponente: tra costoro si annoverano Gaspar Butler (attivo dal 1718), Juan Ruiz (attivo a Napoli dal 1720) e Tommaso Ruiz (attivo a Napoli dal 1730 circa). Rispetto a questi due ultimi pittori, le affinità stilistiche con Orazio raggiungono esiti talmente stringenti da aver generato non poche problematiche di ordine attributivo nel caso di opere sprovviste di firma.

## Opere
- Seesturm vor der Küste, olio su rame cm 20,5 x 34,4, Kunsthistorisches Museum Wien, Gemäldegalerie.
- http://www.catalogo.beniculturali.it/sigecSSU_FE/dettaglioScheda.action?%5bBeni%20mobili%5d&%7bBeni%20mobili=%7d&keycode=ICCD3622517&valoreRicerca=grevenbroech&titoloScheda=dipinto&stringBeneCategoria=00000000000001&selezioneSchede=&contenitore=&flagFisicoGiuridic[collegamento interrotto], olio su rame, cm 18 x 35, Napoli, Palazzo Reale (Codice ICCD 1500219972). Il dipinto attribuito a Jan Grevenbroech (Catalogo generale dei beni culturali) e rappresentante una Veduta di Napoli con Castel Nuovo ed il molo, è stato ricondotto ad Orazio Grevenbroeck da Dassie (2019)[5].
- http://www.catalogo.beniculturali.it/sigecSSU_FE/dettaglioScheda.action?%5bBeni%20mobili%5d&%7bBeni%20mobili=%7d&keycode=ICCD3622521&valoreRicerca=grevenbroech&titoloScheda=dipinto&stringBeneCategoria=00000000000001&selezioneSchede=&contenitore=&flagFisicoGiuridic[collegamento interrotto], olio su rame, cm 18 x 35), Napoli, Palazzo Reale (Codice ICCD 1500219974). Il dipinto attribuito a Jan Grevenbroech Catalogo generale dei beni culturali è stato ricondotto ad Orazio Grevenbroeck da Dassie (2019)[6].
- http://www.catalogo.beniculturali.it/sigecSSU_FE/dettaglioScheda.action?%5bBeni%20mobili%5d&%7bBeni%20mobili=%7d&keycode=ICCD3622515&valoreRicerca=grevenbroech&titoloScheda=dipinto&stringBeneCategoria=00000000000001&selezioneSchede=&contenitore=&flagFisicoGiuridic[collegamento interrotto], olio su rame, cm 18 x 35, Napoli, Palazzo Reale (Codice ICCD 1500219971). Il dipinto attribuito a Jan Grevenbroech nel Catalogo generale dei beni culturali è stato ricondotto ad Orazio Grevenbroeck da Dassie (2019)[7].
- A View of a harbor with men-o'-war, NAPLES, signed with initial lower center: G[?] oil on copper diameter: 3⅜ in.; 8.6 cm. framed: 8 by 8 in.; 20.3 by 20.3 cm.
- Harbor scene with fortress, oil on copper, cm 17,5 x 34, signed Orazio Greuenbroeck.
- Coastal scene with a storm - oil on copper, cm 18 x 34,5.
- View of the bay of Naples from the sea, Orazio Grevenbroeck, signed: Oratio Greuenbroeck fecit, oil on copper, cm 39 x 144.